# Hogland
Hogland (Russisch: Гогланд, Gogland; Fins: Suursaari; Zweeds: Hogland; Estisch: Suursaar) is een eiland in de Finse Golf (Oostzee) en ligt ongeveer 180 km ten westen van Sint-Petersburg, en 35 km van de kust van Finland.
Het eiland behoort tot de oblast Leningrad, Rusland. De oppervlakte is ongeveer 21 km². Het hoogste punt ligt op 173 m.